# Дюдя, Юрий Валерьевич
Дюдя Юрий Валерьевич (род. 14 декабря 1971 года, Одесса, Украинская ССР) – российский офицер, гвардии полковник. Герой Российской Федерации (29.12.2014).

## Биография
После окончания средней школы поступил на службу в Вооружённые силы Российской Федерации. Окончил Коломенское высшее артиллерийское командное училище. После окончания училища служил в Воздушно-десантных войсках, в том числе в 7-й гвардейской воздушно-десантной дивизии (дислоцировалась в Краснодарском крае).
Участвовал в первой чеченской войне в должности командира противотанкового взвода 1141-го гвардейского артиллерийского полка данной дивизии, будучи тогда в звании старшего лейтенанта. Позднее принимал участие в миротворческой миссии ООН на территории бывшей Югославии в 1999 году, в боевых действиях в Чеченской республике и иных регионах Северного Кавказа (неоднократно с 1999 по 2009 год), в российско-грузинской войне в августе 2008 года. За личное мужество награждён несколькими боевыми наградами, а также был представлен к званию Героя Российской Федерации. Подробности боевых действий с его участием не публиковались и даже не известно, за какие боевые отличия и в каком регионе он был награждён.
Указом Президента Российской Федерации от 29 декабря 2014 года гвардии подполковнику Ю. В. Дюде было присвоено звание Героя Российской Федерации "За мужество и героизм, проявленные при исполнении воинского долга".
9 апреля 2019 года назначен командиром 1065-го гвардейского артиллерийского полка в 98-й гвардейской воздушно-десантной дивизии (Кострома). На тот момент ему уже было присвоено воинское звание полковник. Во время командования полком принимал участие во вторжении в Украину, где неоднократно совершал преступления, отдавая приказ вести огонь по гражданским лицам. Так 12.сентября 2024 года его полк обстрелял международную миссию Красного Креста во время раздачи гуманитарной помощи в с.Виролюбовка. Погибло трое гражданских.(https://www.rbc.ua/rus/news/ataka-misiyu-chervonogo-hresta-ukrayina-zibrala-1726918892.html)

## Награды
- Герой Российской Федерации (29.12.2014)
- Орден Мужества
- Медаль ордена «За заслуги перед Отечеством» 2-й степени с изображением мечей (15.05.1996)
- Медаль «За отвагу» (30.04.2005)
- Иные государственные и ведомственные награды